# 根石町
根石町（ねいしちょう）は、愛知県岡崎市の町名。丁番を持たない単独町名であり、小字は設置されていない。

## 地理
岡崎市の地理的中央からやや西にずれた所に位置する。

### 番地
| - 1 - 2 - 5 - 6 - 7 - 8 - 9 - 10 - 11 - 12 - 14 | - 15 - 16 - 17 - 20 - 22 - 23 - 24 - 25 - 26 - 27 - 28 | - 29 - 30 - 31 - 32 - 33 - 34 - 35 - 38 - 40 - 41 | - 43 - 45 - 47 - 48 - 49 - 52 - 54 - 56 - 57 - 58 | - 59 - 60 - 63 - 68 - 69 - 71 - 74 - 75 - 76 - 77 |

## 世帯数と人口
2019年（令和元年）5月1日現在の世帯数と人口は以下の通りである。
| 町丁   | 世帯数 | 人口  |
| ------ | ------ | ----- |
| 根石町 | 60世帯 | 129人 |

### 人口の変遷
国勢調査による人口の推移
| 1995年（平成7年）  | 156人 | [ 6 ]  |  |
| 2000年（平成12年） | 142人 | [ 7 ]  |  |
| 2005年（平成17年） | 132人 | [ 8 ]  |  |
| 2010年（平成22年） | 114人 | [ 9 ]  |  |
| 2015年（平成27年） | 102人 | [ 10 ] |  |

## 小・中学校の学区
市立小・中学校に通う場合、学区は以下の通りとなる。
| 番・番地等 | 小学校             | 中学校             | 高等学校普通科 |
| ---------- | ------------------ | ------------------ | -------------- |
| 全域       | 岡崎市立根石小学校 | 岡崎市立甲山中学校 | 三河学区       |

## 歴史
額田郡欠村の一部を前身とする。

### 町名の由来
古くから当地周辺が根石原と呼ばれていたことによるとされる。

### 沿革
- 1957年（昭和32年）11月15日[1] - 栄町・欠町の各一部より、根石町が成立[12][13]。

## 交通
- 国道1号（龍城通り）

## 施設
- 備前屋 根石工場
- ファミリーマート 岡崎根石町店

## その他

### 日本郵便
- 郵便番号 : 444-0013[4]（集配局：岡崎郵便局[14]）。

## 参考資料
- 「角川日本地名大辞典」編纂委員会 編『角川日本地名大辞典 23 愛知県』角川書店、1989年3月8日。ISBN 4-04-001230-5。
- 有限会社平凡社地方資料センター 編『日本歴史地名体系第23巻 愛知県の地名』平凡社、1981年。ISBN 4-582-49023-9。
- 新編岡崎市史編さん委員会 編『新編岡崎市史 資料 現代 11』1983年。
- 新編岡崎市史編さん委員会 編『新編岡崎市史 総集編 20』1993年。